# باتريشيا ديمرز
باتريشيا ديمرز هي كاتِبة كندية، ولدت في 1946 في هاميلتون في كندا.